# Feodoszija
Feodoszija (ukránul: Феодо́сія, oroszul: Феодосия, krími tatárul: Kefe, Кефe)  kikötő- és üdülőváros a Krím félsziget délkeleti tengerpartján. A város neve a görögül (Θεοδοσία) Isten ajándékát jelenti. A középkorban Kaffa (tatárul Kefe) néven volt ismert.
A város napját minden év július utolsó szombatján ünneplik.

## Földrajzi elhelyezkedése
Feodoszija a Krím félsziget délkeleti részén, a Feodoszijai-öböl partján és a Tepe-Oba hegygerinc lejtőin helyezkedik el. A 302 m magas hegygerinc a Krími-hegység fő vonulatához tartozik, a hegység északkeleti végpontja. A várost délnyugati irányból védi. Feodoszija északi részén a kis Bajbuga folyó torkollik a Fekete-tengerbe.

## Éghajlata
| Hónap                                  | Jan.  | Feb.  | Már.  | Ápr. | Máj. | Jún. | Júl. | Aug. | Szep. | Okt.  | Nov.  | Dec.  | Év    |
| -------------------------------------- | ----- | ----- | ----- | ---- | ---- | ---- | ---- | ---- | ----- | ----- | ----- | ----- | ----- |
| Rekord max. hőmérséklet (°C)           | 19,1  | 18,6  | 27,1  | 27,5 | 31,9 | 35,4 | 37,9 | 36,6 | 33,3  | 29,0  | 26,9  | 21,8  | 37,9  |
| Átlagos max. hőmérséklet (°C)          | 3,0   | 4,0   | 6,0   | 13,0 | 19,0 | 24,0 | 26,0 | 26,0 | 22,0  | 16,0  | 11,0  | 7,0   | 14,8  |
| Átlaghőmérséklet (°C)                  | 0,9   | 1,4   | 4,4   | 10,6 | 16,1 | 20,8 | 23,4 | 22,8 | 18,4  | 12,4  | 7,8   | 4,1   | 12,0  |
| Átlagos min. hőmérséklet (°C)          | −1,0  | 0,0   | 2,0   | 8,0  | 13,0 | 18,0 | 20,0 | 20,0 | 16,0  | 10,0  | 5,0   | −2,0  | 9,1   |
| Rekord min. hőmérséklet (°C)           | −25,0 | −25,1 | −14,0 | −5,5 | 1,1  | 5,0  | 9,1  | 9,4  | 1,4   | −11,2 | −14,9 | −18,6 | −25,1 |
| Átl. csapadékmennyiség (mm)            | 37    | 35    | 32    | 34   | 36   | 44   | 35   | 51   | 38    | 25    | 34    | 48    | 449   |
| Forrás: Meteoprog.ua Thermo Karelia.Ru |       |       |       |      |      |      |      |      |       |       |       |       |       |

## Története
A várost az i.e. 6. században alapították a milétoszi görögök. I.e. 355-től a Boszporoszi Királysághoz tartozott.  A 4. században a hunok elpusztították. Ebben az időszakban a környéket alánok lakták és a települést Ardabdának hívták. Az 5. században a város a Bizánci Birodalom fennhatósága alá került. A 6. században elfoglalták a kazárok, de később a bizánciak visszavették. A mongol hódítás után, a 13. századtól az Arany Horda fennhatósága alá tartozott és a század végén genovai kereskedők telepedtek meg benne.

### Genovai időszak

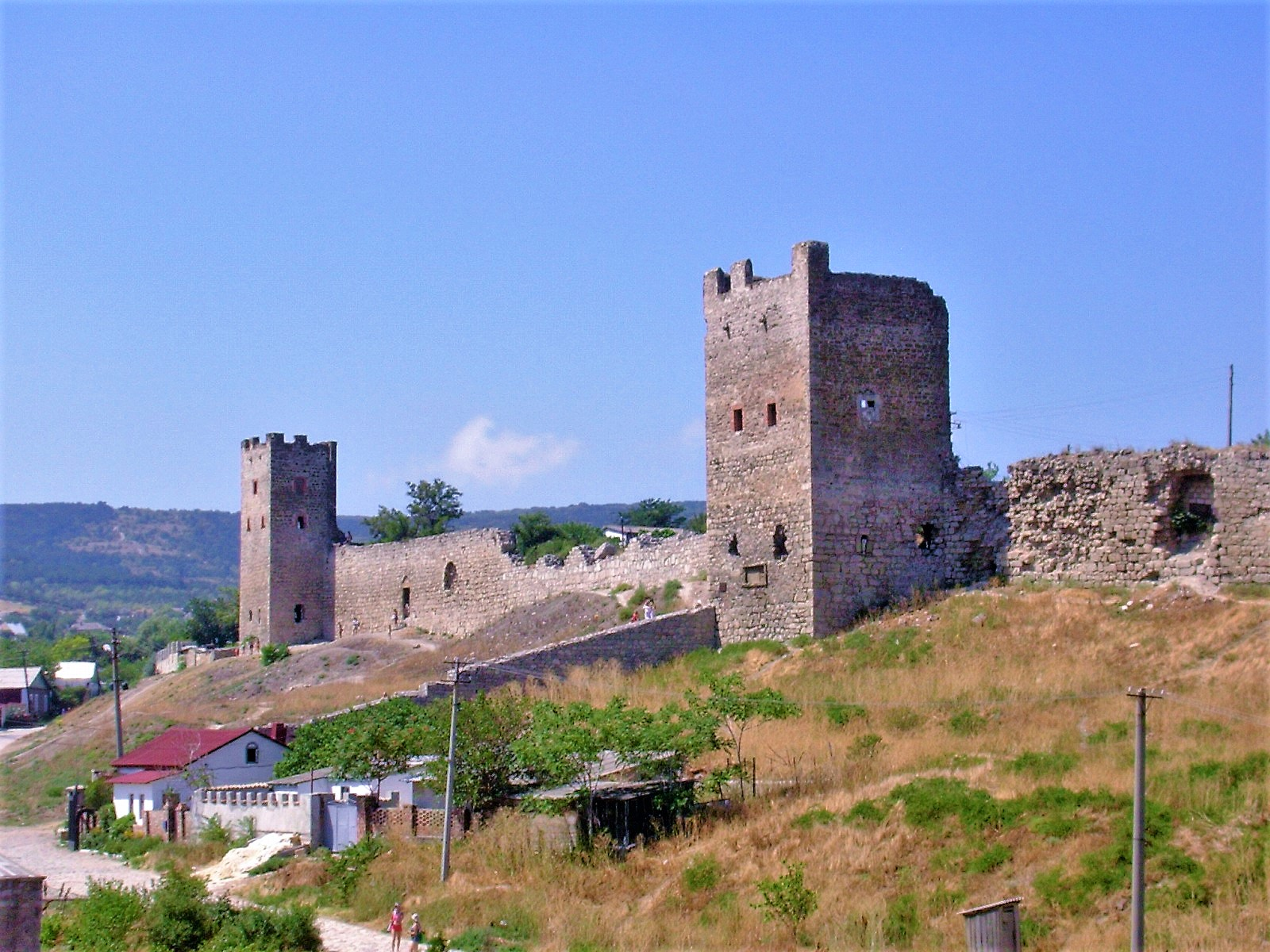
A genovaiak erődje.

A genovaiak virágzó kereskedelmi kikötővárossá építették ki a települést, az általuk Caffának nevezett város volt a Fekete-tenger északi partján létesített telepeiknek a központja. 1345-ben a tatárok megostromolták a várost és pestisben meghaltak holttesteit dobáltak a falak mögé. A genovaiak hajói innen hurcolták be a fekete halált Európába. A genovaiak elsősorban gabonával, hallal és rabszolgákkal kereskedtek. Feodoszija ekkor élte virágkorát. Lakossága meghaladta a hetvenezer főt, volt színháza, pénzverdéje és a Banco di San Giorgio is nyitott itt kirendeltséget. A város formális hűbérura az Arany Horda kánja volt, de a genovaiak a saját ügyeikben teljes önkormányzattal rendelkeztek. A 15. század közepén Kaffa lakossága meghaladta a hanyatló Konstantinápolyét.

### Oszmán uralom
1475-ben Kaffát, csakúgy mint a több krími genovai birtokot, elfoglalta az Oszmán Birodalom. A város (új nevén Kefe) lett a Fekete-tenger egyik legfontosabb török kikötője és a rabszolgakereskedelem központja. A krími tatárok ide szállították fosztogató hadjárataik során zsákmányolt orosz, ukrán és lengyel foglyaikat. 1616-ban a zaporozsjei kozákok egy vakmerő éjszakai rajtaütéssel elfoglalták Kaffa erődjét és kiszabadították a keresztény rabszolgákat. A várost gyakran Kücsük-Isztambulnak, Kis-Isztambulnak is nevezték, fontossága és nagyszámú lakossága miatt. 1682-ben négyezer házat írtak össze, 3200 muzulmán és 800 keresztény lakosút. A későbbi időszakban, az Oszmán Birodalom hanyatlásával a város jelentősége fokozatosan csökkent.

### Az Orosz Birodalom idejében
1771-ben orosz csapatok szállták meg a várost. Az 1774-es kücsük-kajnardzsi béke értelmében a formálisan független Krími Kánsághoz került, amelyet II. Katalin cárnő 1783-ban annektált. 1787-ben krími látogatása során a cárnő felkereste a várost is. 1796-tól a Novorosszijai kormányzósághoz tartozott. 1804-ben átnevezték a máig érvényes Feodoszijára. A 18. század-végi betelepítések ellenére (5500 örmény és 1600 görög költözött a városba) 1829-ben már csak 3700 lakosa volt, ami a 19. század végére 27000-re nőtt. Csehov 1888-ban így írt róla: szürkésbarna, fakó és unalmasnak látszó városka. Fű nincs, a fácskák szánalmasak, a talaj darabos és reménytelenül sovány. Mindent kiégetett a nap, egyedül a tenger mosolygott, aminek nincs dolga kisvárosokkal és utazókkal.
A cár bukása után, az orosz polgárháború idején Feodoszija Vrangel tábornok uralma alá tartozott, majd a szovjethatalmat 1920 novemberében kiáltották ki.

### A II. világháború idején

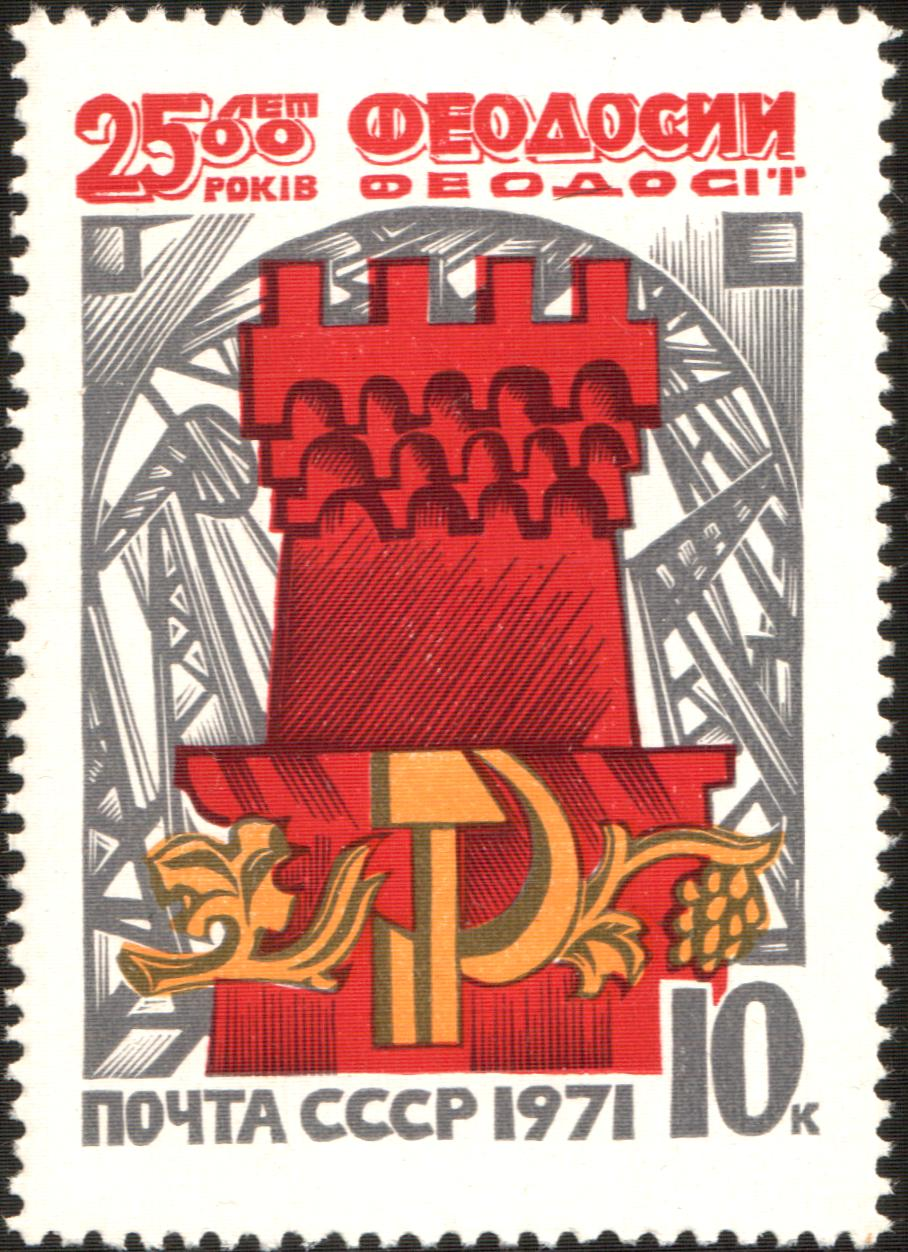
A város 2500 éves fennállásának alkalmából 1971-ben kiadott bélyeg.

A németek 1941 novemberében foglalták el Feodosziját. November 15. és december 15. között a város mind a 3248 zsidó lakosát összegyűjtötték és agyonlőtték. December 26-30-án a Vörös Hadsereg egy deszantos hadművelettel visszafoglalta a várost, de a németek január 18-ra kiszorították őket. A szovjetek véglegesen 1944. április 13-án szabadították fel Feodosziját.

### A háború után
1954-ben a város (a Krím félszigettel együtt) az Ukrán SZSZK kötelékébe került. Erőteljes iparosítási program indult, elsősorban katonai célú gyárak épültek, melyekben a lakosság 57%-a dolgozott, de hajógyártó, optikai, finommechanikai, valamint dohány- és konyakfeldolgozó üzemek is létesültek. A városi tanácshoz tartozó Krasznokamjankában tárolták a Fekete-tengeri Flotta nukleáris fegyvereit.
1991-től a független Ukrajnához tartozott, illetve a Krími Autonóm Köztársaság része. 

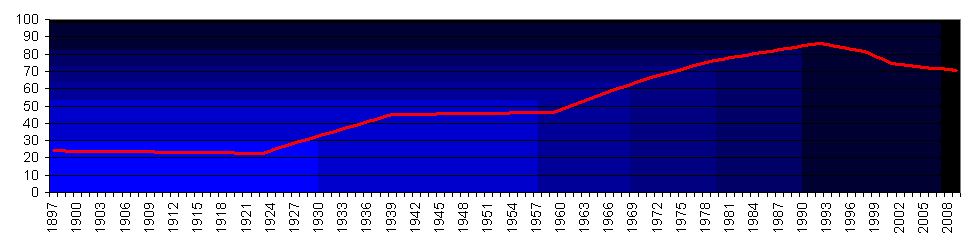
Feodoszija lakosságának változása 1897 és 2009 között.

## Lakossága
A városnak 2010-ben 70 392 lakosa volt. A lakosság nemzetiségi összetétele a következő: orosz 72,2%, ukrán 18,8%, krími tatár 4,6%, belorusz 1,8%, egyéb 2,6%.
A lakosok 87,4%-ának orosz, 7,4%-ának ukrán, 4,2%-nak pedig tatár az anyanyelve.

## Gazdasága
Feodoszija gazdaságának alapját a turizmus és a tengeri közlekedés adja. A strandok, ásványvízforrások, iszapfürdők és szanatóriumok sok vendéget vonzanak. A fentieken kívül borkészítés, élelmiszeripar, könnyűipar, gépgyártás, mezőgazdaság és halászat teszi ki Feodoszija gazdasági életét.
Az adóbevételek legnagyobb része a kikötőből származik. A lakosság jelentős része a nagy turistaforgalom kiszolgálásából (vendéglátás, elszállásolás, személyszállítás) él.
A legközelebbi közforgalmi repülőtér mintegy 130 km-re, Szimferopolban található.

## Nevezetességei
A városban legnevezetesebb középkori építménye a genovai fellegvár és a régi városfal megmaradt tornyai. A Keresztelő Szt. Jánosról, Szt. Szergioszról, Szt. Györgyről és Mihály és Gábor arkangyalokról elnevezett  középkori örmény templomok jó állapotban fennmaradtak, utóbbi mellett található a 16. században épült Örmény kút. Az 1623-ban épült Mufti Dzsámi mecset az egyetlen vallási jellegű épület, amelyik a török időkből megmaradt.
A látogató megtekintheti az I.K. Ajvazovszkij nevét viselő képgalériát, a régészeti múzeumot, az Alekszandr Grin-múzeumot, a sárkányrepülő-múzeumot, a pénzmúzeumot, a Marina és Anasztaszija Cvetajeva-múzeumot és a Vera Muhina-múzeumot.

## Testvérvárosai
- 1996  Harkiv, Ukrajna
- 1999  Szamara, Oroszország
- 2002  Ptolemaida, Görögország
- 2002  Sztavropol, Oroszország
- 2002  Kurszk, Oroszország
- 2002  Donyeck, Ukrajna
- 2003  Kijev Sevcsenkive kerülete Ukrajna
- 2003  Mikolajiv, Ukrajna
- 2003  Bergamo, Olaszország
- 2006  Azov, Oroszország
- 2007  Kołobrzeg, Lengyelország
- 2008  Szeverodvinszk, Oroszország
- 2008  Armavir, Örményország
- 2010  Askelón, Izrael
- 2010  Kronstadt, Oroszország
- 2011  Alusta, Ukrajna

## Fordítás
- Ez a szócikk részben vagy egészben  a(z)   Феодосия című orosz Wikipédia-szócikk ezen változatának fordításán alapul.  Az eredeti cikk szerkesztőit annak laptörténete sorolja fel. Ez a jelzés csupán a megfogalmazás eredetét és a szerzői jogokat jelzi, nem szolgál a cikkben szereplő információk forrásmegjelöléseként.